# Subulussalam
Subulussalam è una città (kota) di circa 70.000 abitanti dell'Indonesia occidentale, situata nell'isola di Sumatra e facente parte della provincia autonoma di Aceh (provincia della parte settentrionale dell'isola).

## Geografia fisica

### Collocazione
Subulussalam si trova nella parte sud-orientale della provincia di Aceh, ad ovest del Lago Toba (il lago con l'isola di Samosir).

### Suddivisione amministrativa
La città è suddivisiva in 5 distretti, che sono i seguenti:
- Longkip
- Penanggalan
- Rundeng
- Simpang Kiri
- Sultan Daulat

## Società

### Evoluzione demografica
Al censimento del 2010, Subulussalam contava una popolazione pari a 67.446 abitanti.
Nel 2014, la popolazione stimata era pari invece a 71.007 abitanti.